# Escola florentina

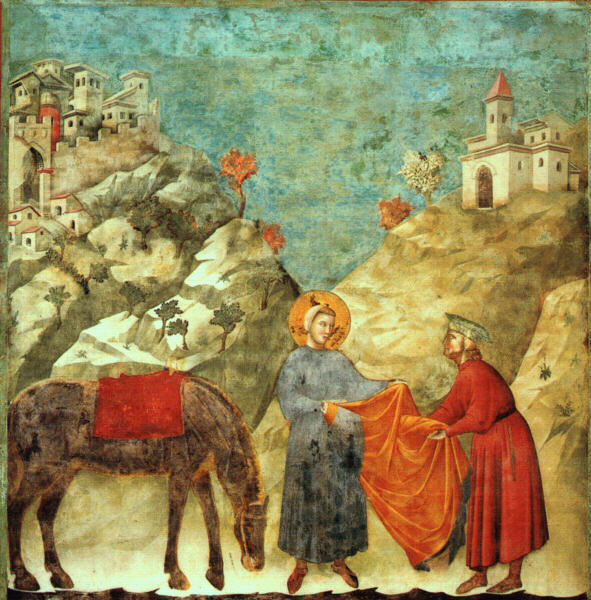
Giotto di Bondone, Sant Francesc dona la seva capa a un cavaller pobre (vers 1295), església Superior de Sant Francesc, Assís

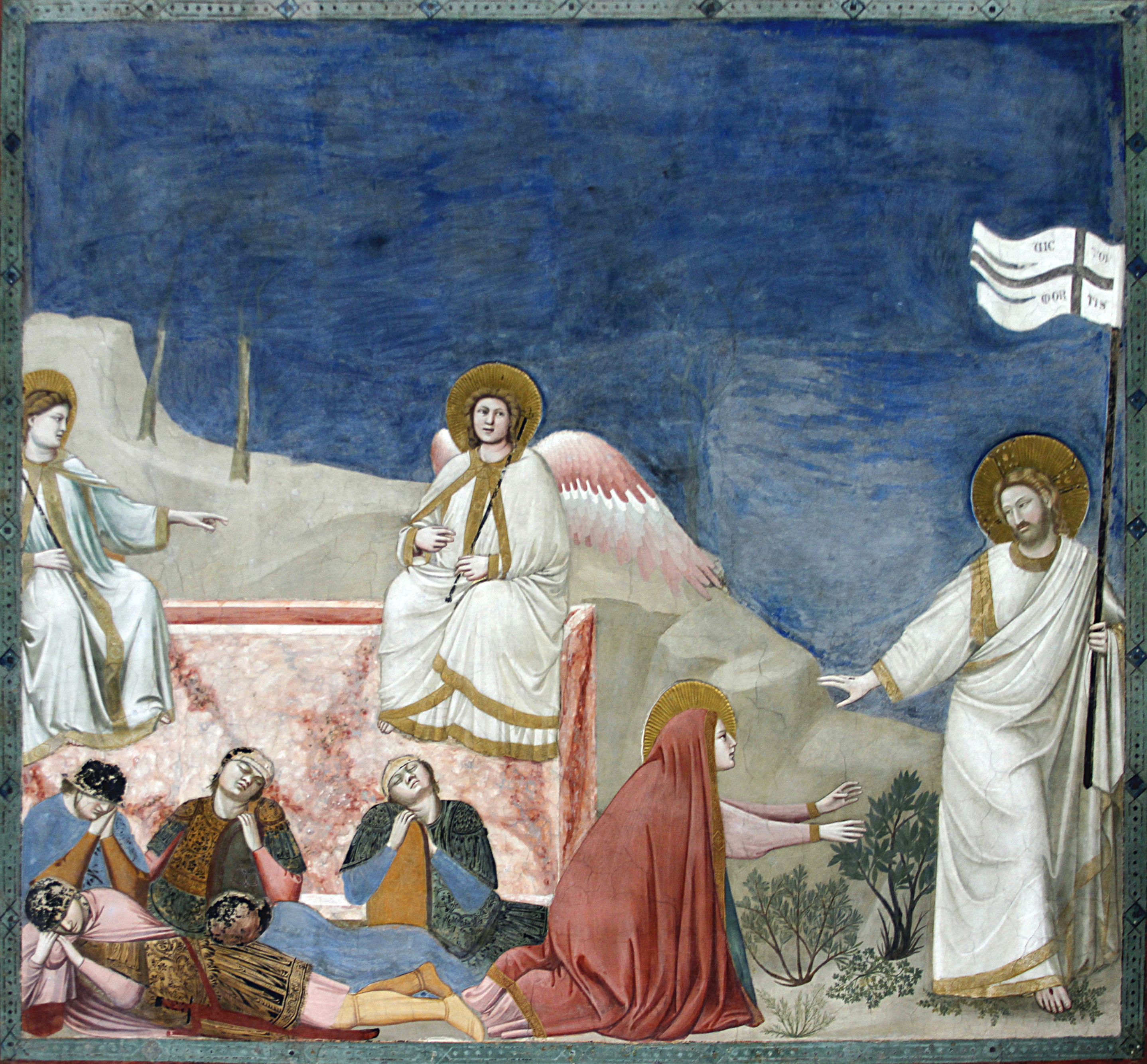
Giotto di Bondone, Noli me tangere (Crist ressuscitat i Maria Magdalena (vers 1304). Capella de l'Arena (o dels Scrovegni). Pàdua

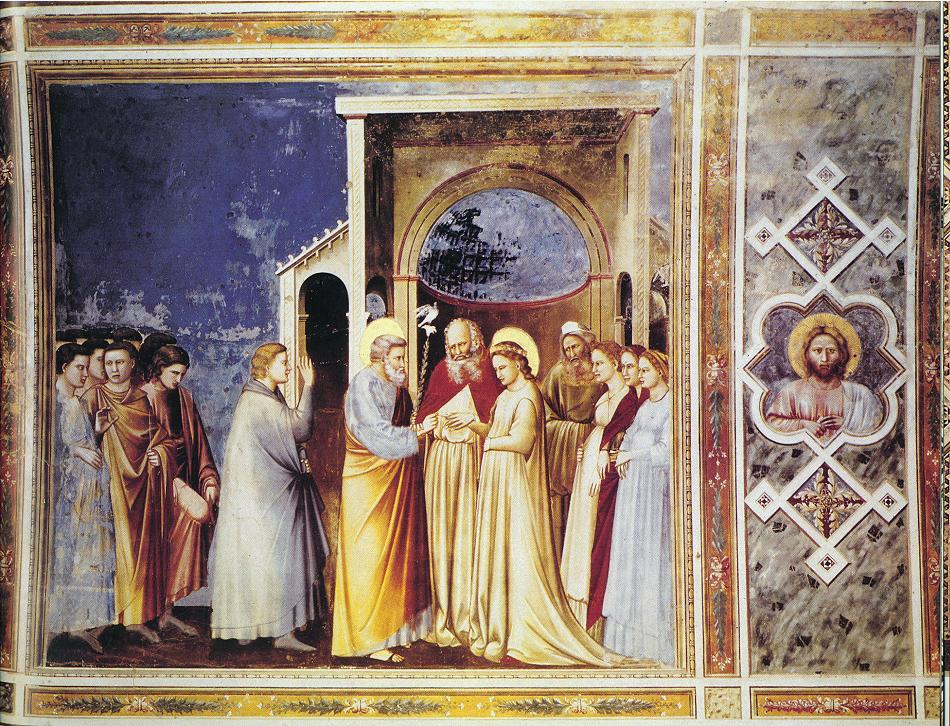
Giotto di Bondone, La boda de la Mare de Déu, (vers 1304). Capella de l'Arena (o dels Scrovegni). Pàdua

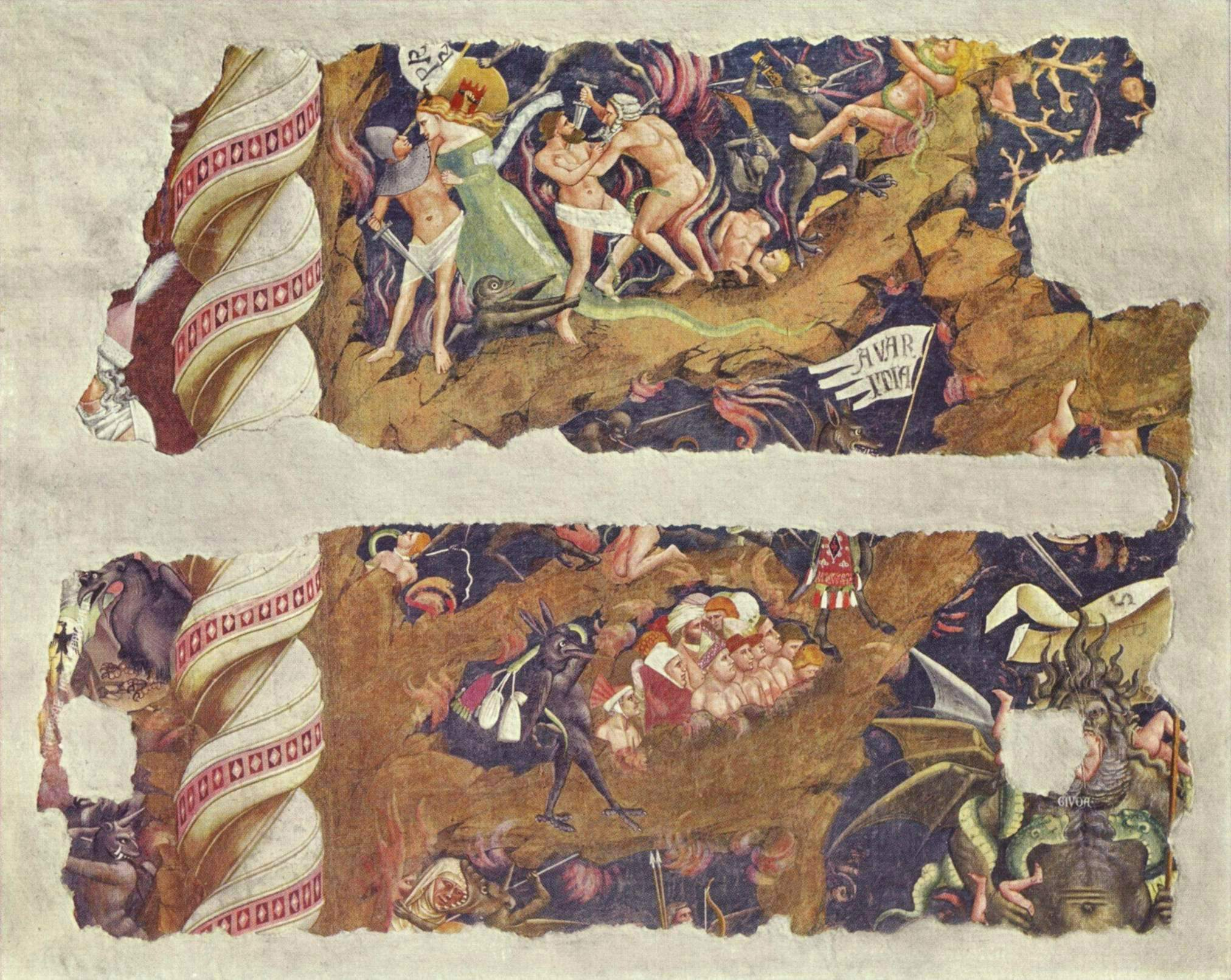
Andrea Orcagna, El triomf dels morts, Pintura al fresc, (1350). Capella de la Santa Creu. Florència

S'anomena escola florentina el conjunt d'artistes influïts per l'estil naturalista desenvolupat el segle xiv, en bona part influïts per la pintura de Giotto, i que en el segle xv esdevé l'escola principal del món. Els artistes més coneguts de l'escola florentina són Brunelleschi, Donatello, Michelangelo, fra Angelico, Botticelli, Lippi, Masolino, i Masaccio.
La pintura del Duocento, a Itàlia, estava dominada per la maniera greca, una forma o estil de pintura mural o mosaic caracteritzada per la composició plana i per la seva temàtica i estètica romana d'Orient. Al llarg del segle xiii, pintors italians com Pietro Cavallini, Cimabue i d'altres, en incloure en les seves pintures elements amb accents paleocristians, van reprendre una tradició que mai s'havia perdut del tot i que era molt present ja en els frescos i mosaics de l'església de Sant Climent (vers 1080), o en els mosaics de l'absis de Santa Maria in Trastevere (vers 1145), ambdues a Roma.

## Giotto i el seu temps
Giotto di Bondone i els pintors de l'escola florentina, durant els primers anys del Trecento, van superar la maniera greca aconseguint un avanç decisiu en el desenvolupament d'un nou llenguatge pictòric. Florència i Roma havien estat els reductes més persistents de la tradició clàssica durant l'etapa del Duocento. L'arquitectura gòtica mai va arrelar del tot a Itàlia, on els franciscans i dominics van impulsar l'estil de construir les esglésies del Cister, caracteritzades per la nau com a recinte o lloc principal de l'església, pel canvi en les proporcions en favor de l'amplada o per la restitució dels murs que s'imposà en les esglésies toscanes de Santa Maria la Novella (1278) de Florència, en les esglésies Superior i Inferior d'Assís o en l'església de Santa Maria sopra Minerva de Roma, culminant en l'església de la Santa Croce (1294) de Florència, on l'arquitecte Arnolfo di Cambio torna al sostre enteixinat basilical, abandonant la volta gòtica en una tendència de l'arquitectura que preludia el Renaixement.
Per als seus contemporanis, la impressió que els causà la fidelitat a la natura de l'obra de Giotto fou irresistible; contraposaren el nou estil de Giotto amb la rigidesa i artificiositat de l'art romà d'Orient, ja que, malgrat les innovacions dels artistes del "Duocento", la maniera greca constitueix, al final del segle xiii, l'estil de pintura més estès a Itàlia.
Dels 28 episodis que componen el conjunt de les Històries franciscanes que Giotto i els seus deixebles pintaren a l'església Superior de Sant Francesc a Assís, només alguns són obra exclusiva de Giotto; els altres, els va fer conjuntament amb els seus ajudants. Però, en el conjunt, s'hi reconeix amb força l'empremta de les seves idees: els registres èpics, la calor humana amb què s'interpreten els temes sagrats i, per sobre de tot la senzillesa, és a dir, la capacitat de simplificar i ordenar l'experiència de la realitat, de relacionar pictòricament allò que fins llavors no era possible expressar dins la pintura, la representació directa de les coses.
L'any 1304, Giotto acaba la sèrie de frescos de la capella de l'Arena o dels Scrovegni (també dita de l'Anunciació), en les ruïnes del que fou l'amfiteatre romà de Pàdua. La capella de l'Anunciació és un edifici molt senzill on, mitjançant sis finestrals en el mateix costat de la nau, penetra una llum clara i tranquil·la que per a Giotto fou el fons ideal de la seva obra. El conjunt de temes dels frescos de la capella de l'Anunciació abasta, com si es tractés de la portada d'una catedral, els grans temes del pensament medieval: al damunt de l'entrada el Judici Final i les darreries del món, en els murs laterals, sobre el sòcol amb les virtuts i els vicis, la història de la redempció: la vida de Maria i la vida de Crist; finalment, el Crist en majestat a la paret del cor. El programa iconogràfic didàctic de l'art gòtic es manté, però les formes ja no són esquemàtiques com en les estàtues o els mosaics, sinó que en les seves escenes brilla l'harmonia de les proporcions del cos humà i les gradacions tonals que amb la llum modelen els volums dels vestits, de les arquitectures i del paisatge, de les figures humanes o dels animals, i els rostres dels personatges. Dos segles més tard, Cennini va escriure: ‘'Giotto rimutò l'arte del dipingere di greco in latino, e ridusse al moderno".
Giotto disposa les històries en una sèrie de compartiments historiats enquadrats per orles amb medallons que s'estenen en tres franges superposades on cada un dels compartiments és concebut com una finestra o boca d'escenari. Tant a Pàdua com a Assís, Giotto situa els personatges de l'episodi enquadrats en l'esmentada finestra del compartiment historiat. En la descripció dels fets, les escenes encara es limiten als personatges i els seus moviments són marcats per una pesadesa escultòrica, però l'eloqüència dels mateixos personatges i dels seus gestos transmet la veritat dels seus sentiments. Una interpretació innovadora informa tots els elements del fons, del paisatge i de les arquitectures, deixant de banda l'estilització per prendre com a model la simple i passatgera realitat.
Sobre el fons d'arquitectures o paisatges dibuixats en complexes perspectives, algunes de les quals tenen projecció frontal, Giotto desenvolupà l'espai pictòric, és a dir, un àmbit de tres dimensions que s'estén en profunditat per darrere de la superfície pintada, que és la principal innovació de la pintura del Trecento i el més important avanç que s'hagi produït en tota la història de la pintura. Amb l'espai pictòric neix la pintura moderna.